# Ithomia mengeli
Ithomia mengeli är en fjärilsart som beskrevs av Fox 1942. Ithomia mengeli ingår i släktet Ithomia och familjen praktfjärilar. Inga underarter finns listade i Catalogue of Life.